# Joga
Joga (sanskrit: योग yóga - jedinstvo) je drevna metoda samorazvoja poreklom iz Indije , koja podrazumeva upotrebu tehnika: fizičkih položaja (Asana), vežbi upravljanja pranom (energijom) putem disanja (Pranajama), relaksaciono-meditativnih vežbi (Pratjahara), koncentracije (Dharana), meditacije (Dhjana) i samorealizacije (Samadhi). Joga predlaže usvajanje vrednosnog sistema (Jama, Nijama) koji kreira životnu filozofiju iz koje proizilazi novi razvojni životni stil. Njen nastanak se vezuje za susret Arijaca i Dravida u Indiji. Znanja o joga metodu, koja se nalaze u Vedama, Upanišadama i drugim izvornim spisima uobličio je i sistematizovao Patanđali u legendarnom spisu Joga sutre. 
Joga predstavlja jedan od šest indijskih filozofskih sistema (Darshana). Za razliku od mnogih filozofskih sistema, koji se bave uglavnom misaonim istraživanjem čoveka, života i sveta, sistem joge stavlja naglasak na praktične telesne i psihičke vežbe, u cilju razvoja svih potencijala pojedinca. Zbog delotvornosti joge kao discipline nalazi je u upotrebi mnogih religijskih kultova. Međutim, do danas joga kao disciplina samorazvoja uspeva da sačuva svoju autentičnost u značajnoj meri zahvaljujući Patanđalijevom trudu. Danas su joga tehnike važne u zdravstvenoj preventivi, kao i rehabilitaciji. Prisutne su u psihoterapeutskim metodama, kao vid relaksacionih vežbi, kao nezavisni terapeutski metod. Koriste se i kao sredstvo za postizanje vrhunskih rezultata u sportu i umetnosti. Značaj praktikovanja joge sve više se ogleda i u rezultatima koji se postižu u radu sa decom sa posebnim potrebama i osobama trećeg doba. Joga podstiče fizičko zdravlje, normalizuje aktivnost fizioloških sistema, pomaže u uspostavljanju emocionalne ravnoteže, podstiče kreativno izražavanje, jača stvaranje oslonca u sebi usmeravajući pojedinca ka otkrivanju unutrašnjih potencijala koji ga povezuju sa smislom.
Iako se u Patanđalijevim joga sutrama, koje čine temelje klasične joge, joga definiše jednom rečenicom - „joga predstavlja stanje obustavljenosti [zamućujućih partikularnih] obrta u svesti“, zbog svoje kompleksnosti i velikog broja različitih joga škola i pristupa, postoji veoma mnogo različitih, često suprostavljenih, pogleda na samu jogu i njenu svrhu. Svaka škola joge sadrži sve dimenzije (aštange-stepenice) koje preporučuje Patanjđali (jama, nijama, asane, pranajama, pratjahara, dharana, dhjana i samadhi), iako neke joga škole stavljaju naglasak na fizičke položaje (asane) i na njihov zdravstveni učinak, neke joga škole na efekat koji se ostvaruje u vrhunskom sportu i umetnosti, neke joga škole na meditaciji i spiritualnosti. Ne treba zaboraviti da izvorno joga vodi ka dostizanju viših stanja svesnosti, pa su svi navedeni efekti samo dobrobit na putu samorazvoja, ali ne i cilj. Sve ozbiljne škole joge oslobođene su svake primese religioznog.
Izvan Indije, joga je najpoznatija u obliku hatha joge - fizičkih položaja tela (asana), često kombinovanih sa vežbama disanja (pranayama), i tehnikama joga meditacije (dhyana). 
Danas se joga izučava i naučno. Međunarodno društvo za naučna interdisciplinarna istraživanja u oblasti joge okuplja najveće naučne autoritete koji istražuju efekte praktikovanja joge a rezultate njenog istraživanja publikuju u međunarodno priznatim naučnim časopisima. Međunarodni naučni časopis o jogi: Smisao u naučnom i redakcijskom odboru okuplja profesore i naučnike iz svih zemalja sveta s ciljem da se jogi pristupi iz različitih naučnih disciplina i rasvetli fenomen blagotvornog dejstva praktikovanja joge na razvoj svesnosti i inteligencije, stoga i na zdravlje, uspeh i kreativnost.
Sve je više akademskih ustanova koji u svoj nastavni program uvršćuju znanja i praksu joge. Međunarodna joga akademija promoviše jogu kao svojevrsni vid inteligencije animirajući akademsku javnost na značaj uvođenja joge u nastavne programe srednjoškolskih i visokoškolskih ustanova. Školujući sertifikovane instruktore, joga učitelje, joga terapeute i joga psihoterapeute Međunarodna joga akademija javnosti približava mogućnost da se na pravi način upoznaju sa mogućnostima koje praktikovanje joge pruža. Joga se afirmiše kao životna filozofija iz koje proizilazi životni stil, kao kulturološki fenomen, metod samorazvoja, pomoćna zdravstvena metoda, kao praksa koja pojedincu pomaže da dovode u sklad svoje želje i mogućnosti.

## Etimologija
Joga je reč na jeziku pāḷi i sanskritu, koja znači „veza“ i etimološki je srodna našoj reči „jaram“. Sam koren reči yoga - yuj (sjedinjenje, sprezanje, sastavljanje, povezivanje) ukazuje na njen krajnji cilj, jedinstvo individualnosti (atmana) sa univerzalnom dimenzijom postojanja (brahmanom).

## Istorija
Usled nedostatka materijalnih dokaza u vidu sačuvanih tekstova, veoma je teško utvrditi tačnan nastanaki rani razvoj joge, posebno što indijska tradicija nije pridavala značaja hronološkom aspektu nastanka njenih učenja. Treba imati u vidu da su se znanja prenosila usmeno.
Ipak, mogu se razlikovati četiri glavna istorijska perioda razvoja joge:
Arhaični (cc 3000—1500. p. n. e.)
Pretpostavlja se, na osnovu arheoloških istraživanja ranih civilizacija doline Inda (Harapa i Mohenđo-Daro) i pronađenih figura, koje prikazuju lik proto-Šive, da počeci joge sežu u 3. milenijum p. n. e. U pisanom obliku, neki elementi joge, se nalaze opisani već u najstarijim vedama, datiranim u isti period.
Pred-klasični (cc 1500. p. n. e.- 200. p. n. e.)
U ovom periodu, učenje joge se, u sve razvijenijem obliku, nalazi u ezoteričnim učenjima ranih Upanišada, Mahabharati i Ramajani, indijskim nacionalnim epovima, kao i učenjima budizma i đžainizma.
Klasični (cc 200. p. n. e. – 200 n. e.)
Učenja zasnovana na Patanđalijevim Jogasutrama i brojnim komentarima na njih, nastalih u kasnijem periodu.
Post-klasični (nakon 200 n. e.)
Jogijska učenja inspirisana starijim učenjima, čija je zajednička karakteristika nedualni pogled na stvarnost, a koja su razrađena nakon Patanđalijevih jogasutri

### Moderna joga XX veka
U modernoj jogi, posebno na Zapadu, težište se stavlja na praksu, koja može biti više telesno, ili meditativno usmerena, a manje na samu filozofiju. Guruima i doktrinama, za razliku od tradicionalne joge, se pridaje manji značaj. Upućujući na pozitivni uticaj vežbanja, joga se posmatra kao doprinos ličnom razvoju, u velikoj meri nezavisno od religioznih, ili ideoloških pogleda praktikanta. Zahteva u pogledu ponašanja ima manje i shvaćeni su više kao preporuke, nego kao obavezujući uslovi. Metode pročišćavanja se procenjuju po njihovom delovanju na psihosomatsko zdravlje.

## Stilovi joge
Svi stilovi joge predstavljaju jedan celovit sistem koji uglavnom uključuje sve pomenute tehnike. Tehnika kojoj se opredeli najveći značaj u samorazvoju, opredeljuje stil joge. Nabrojaćemo samo neke: 
- Radža joga je put kojim se stiče sposobnost upravljanja umnim procesima na putu dostizanja viših nivoa svesnosti.
- Hata joga je put gde se u upregnuću ka višim nivoima svesnosti dominantno praktikuju joga asane, pranajame ali i sve ostale metode koje opisuje Patanjđali.[8]
- Nada joga je put gde se viši nivoi svesnosti dostižu korišćenjem zvukova.
- Svara joga je put gde se viši nivoi svesnosti dostižu svesnošću, razumevanjem i upravljanjem suptilnim energetskim kretnjama koje se odvijaju u energetskim kanalima (nadijima).
- Bhakti joga - put poštovanja, zahvalnosti i predanosti.
- Karma joga je put aktivnog delovanja iz osećaja jedinstva čiji je plod dobro delo.
- Džnana joga je put dostizanja viših nivoa svesnosti sticanjem mudrosti, tj. usvajanjem (pounutrenjem) suštinskih znanja.

## Joga filozofija
Ne postoji jedinstvena joga filozofija, već se u zavisnosti od istorijskog perioda, vrste joge i pristupa neke joga škole, mora govoriti o joga filozofijama. Ipak, postoje neka zajednička obeležja svih joga filozofija:
- Analiza čovekove životne situacije i njegovih uslovljenosti – najčešće izražene pojmom karmana, zakonom opšte uzročnosti, koji čini da je čovek deo kosmosa i primorava ga da, pod raznim uslovima, nastavlja svoju egzistenciju.
- Postuliranje postojanja kosmičke iluzije (jedan od pojmova za nju je maja), podržavane od strane čovekove svesti, tako dugo dok je čovek zaslepljen neznanjem (avidya).
- Postuliranje postojanja apsolutne stvarnosti „smeštene“ negde izvan kosmičke iluzije i izvan ljudskog iskustva odredjenog karmanom – označene terminima: purusa, čisto Biće, Apsolut, Sopstvo (atman), Brahman, nirvana, transcendentalno, neuslovljeno, neuništivo...
- I na kraju, sredstva da se dostigne to Biće, odgovarajuće tehnike kojima se postiže oslobođenje (moksa, mukti, nirvikalpa samadhi...) od uslovljenosti.

Joga je istovremeno i cilj (samadhi- krajnja usresređenost, prosvetljenje) i put do tog cilja. Poznati indijski jogi Shri Aurobindo je rekao „Čitav život je joga“.

## Joga i religije
Iako koreni joge leže u hinduizmu, nju praktikuju danas ljudi različitih religioznih pripadnosti i pogleda na svet. Procenjuje se da, samo u Nemačkoj, oko 3 miliona ljudi praktikuje neki oblik joge. Iako izvorna motivacija za nastanak joge potiče od težnje ka prosvetljenju i dostizanju duhovnih ciljeva, danas se to može tvrditi samo za manji broj praktičara.
Joga se u svom teorijskom delu u velikoj meri oslanja na filozofiju Samkje, najstarije indijske filozofije, koja postulira postojanje dva primarna činitelja stvarnosti – materiju (prakriti) i duh (purusha). Iako se u starijim Samkhya tekstovima spominje bog Isvara, njegova uloga se ne može porediti sa ulogom Boga kod jevreja, hrišćana, muslimana, a u nekim tekstovima se čak zauzima anti-teistički stav.
Religioznost klasične joge se ogleda u samo dve sutre/stiha (od 195). U jednoj od njih se više suvo tehnički, navodi mogućnost dostizanja prosvetljenja, kroz predanost Isvari („U predanosti Uzvišenom [nalazi se] takođe [jedan od načina da se dostigne samadhi“), dok se u drugoj opisuje njegova priroda („[Taj] „Uzvišeni“ [ideal] (Isvara) predstavlja onu izuzetnu „sve-transcendirajuću – individualnost (purusha), koja je iznad [svega što se javlja kao] zaprečenost [realizaciji istine], iznad činova i njihovih [neposrednih i posrednih] plodova, iznad [svih] „determinirajućih ostataka ranijih iskustava““).
Etička pravila joge, jama i nijama pokazuju izvesne paralele sa zapovestima judaizma, hrišćanstva i islama.

## Naučno izučavanje joge u Srbiji
Joga se organizovano praktikuje u Srbiji (u formi društava i centara) još od 60-tih godina 20. veka. Joga je okupljala tragaoce koji su praktikovanjem uviđali prednosti koje ona nudi. Beograd su posećivali predstavnici skoro svih joga škola iz različitih zemalja. I danas su u Srbiji prisutni predstavnici različitih škola joge, različiti pristupi jogi kao i različiti načini života. Joga Savez Srbije neguje stav poštovanja različitosti. Prisutni su: hatha, bhakti, radža, tantra i svi drugi integralni pristupi jogi. Na Internacionalnoj konferenciji joge (Rim, 2009) pružena je podrška od strane svih relevantnih joga društava iz sveta za pokretanje Međunarodne interdisciplinarne naučne konferencije o jogi, za pokretanje Međunarodnog festivala joge i pokretanje Međunarodne joga akademije sa sedištem u Beogradu, Međunarodnog društva za naučna interdisciplinarna istraživanja u oblasti joge i Međunarodnog naučnog časopisa o jogi Smisao. 
Realizacija pomenutih inicijativa omogućila je na najvišem akademskom nivou verifikaciju doprinosa praktikovanja joge, pomogla je popularizaciji joge kao discipline koja oplemenjuje životnu svakodnevicu i sve sfere života. Pored uticaja na lični razvoj, pomogla je i u pronalaženju prepoznatljivog i prihvatljivog mesta za joga instruktore u društvenom okruženju stvarajući preduslove za implementaciju profesije joga instruktora u registar zanimanja. 
Prva naučna Međunarodna naučna interdisciplinarna konferencija o jogi u organizaciji Joga Saveza Srbije okupila je istraživače iz različitih zemalja i različitih naučnih oblasti: medicine, filozofije, ekonomije, menadžmenta, psihologije, sociologije, psihologije rada, menadžmenta ljudskih resursa, psihoterapije, fizioterapije itd. Prvi put se na najvišem međunarodnom nivou predstavljaju radovi naučnika iz različitih naučnih oblasti sa joga tematikom.
Kao gosti prof. dr Predraga Nikića Srbiju u 2012. godini posećuju predstavnici četiri najprestižnija Univerziteta joge: Vivekananda, Patanjđali, Kaijavaljadama i Sagar. Povod je bilo učestvovanje u radu treće međunarodne naučne konferencije o jogi održanoj u kongresnom centru Sava u Beogradu. Razmatrani su i detalji primene sporazuma o naučno-obrazovnoj saradnji potpisanih u 2011. godini.

## Joga u prevazilaženju stresa
Stres je stanje ili osećanje u kojem se nalazi osoba kada smatra da zahtevi njene svakodnevice prevazilaze njenu spremnost i sposobnost da na njih adekvatno odgovori. Istraživanje je potvrdilo da praktikovanje tehnika joge, uključujući telesne vežbe joge, tehnike disanja, meditaciju i relaksaciju, doprinose boljem snalaženju u stresnim situacijama koje. 
Praktikovanjem tehnika joge postiže se veća emotivna uravnoteženost, odsustvo doživljaja uskraćenosti i destrukcije, zadovoljstvo sobom, osećanje smisla života, poznavanje sopstvenog načina reagovanja – kroz usredsređivanje pažnje na dešavanja u svom telu, usporavanje i produbljivanje disanja, sklad disanja i pokreta, telesnu i mentalnu relaksaciju. Na taj način se podstiče i okrenutost sadašnjosti, utemeljnost u realnosti i perspektivno posmatranje budućnosti.

## Literatura
- Bryant, Edwin (2009). The Yoga Sutras of Patañjali: A New Edition, Translation, and Commentary. New York, USA: North Point Press. ISBN 978-0-86547-736-0.
- Crangle, Edward Fitzpatrick (1994), The Origin and Development of Early Indian Contemplative Practices, Otto Harrassowitz Verlag
- Dhillon, Dalbir Singh (1988). Sikhism, Origin and Development. Atlantic Publishers. GGKEY:BYKZE4QTGJH.
- De Michelis, Elizabeth (2004). A History of Modern Yoga. London: Continuum. ISBN 978-0-8264-8772-8.
- Dumoulin, Heinrich; Heisig, James W.; Knitter, Paul F. (2005). Zen Buddhism: a History: India and China. World Wisdom, Inc. ISBN 978-0-941532-89-1.
- Eliade, Mircea (1958). Yoga: Immortality and Freedom. Princeton: Princeton University Press. ISBN 978-0-691-14203-6.
- Feuerstein, Georg (1996). The Shambhala Guide to Yoga. 1st ed. Boston & London: Shambhala Publications.
- Flood, Gavin D. (1996), An Introduction to Hinduism, Cambridge University Press
- Fowler, Jeaneane D. (2012). The Bhagavad Gita: A Text and Commentary for Students. Sussex Academic Press. ISBN 978-1-84519-346-1.
- Goldberg, Philip (2010). American Veda. From Emerson and the Beatles to Yoga and Meditation. How Indian Spirituality Changed the West. New York: Harmony Books. ISBN 978-0-385-52134-5.
- Gambhirananda, Swami (1998). Madhusudana Sarasvati Bhagavad_Gita: With the annotation Gūḍhārtha Dīpikā. Calcutta: Advaita Ashrama Publication Department. ISBN 978-81-7505-194-2.
- Hari Dass, Baba (1978). Ashtanga Yoga Primer. Santa Cruz: Sri Ram Publishing. стр. bk. cover. ISBN 978-0-918100-04-7.
- Jacobsen, Knut A.; Larson, Gerald James (2005). Theory And Practice of Yoga: Essays in Honour of Gerald James Larson. BRILL. ISBN 978-90-04-14757-7.
- Larson, Gerald James (2008). The Encyclopedia of Indian Philosophies: Yoga: India's philosophy of meditation. Motilal Banarsidass. ISBN 978-81-208-3349-4.
- Lidell, Lucy (1983). The Sivananda Companion to Yoga (PDF). London: Gaia Books Limited. ISBN 978-0-684-87000-7. Архивирано из оригинала (PDF) 22. 7. 2014. г. Приступљено 17. 8. 2017.
- Mallinson, James (2011), „Haṭha Yoga”,  Ур.: Jacobsen, Knut A.; Basu, Helene, Brill's Encyclopedia of Hinduism. Volume Three, BRILL
- McEvilley, Thomas (2002). The shape of ancient thought. Allworth Communications. ISBN 978-1-58115-203-6.
- Müller, Max (1899). Six Systems of Indian Philosophy; Samkhya and Yoga, Naya and Vaiseshika. Calcutta: Susil Gupta (India) Ltd. ISBN 978-0-7661-4296-1. Reprint edition; Originally published under the title of "The Six Systems of Indian Philosophy."
- Nikić, P. (2011): Koncept joga inteligencije. U. P.Nikić, Međunarodni naučni časopis o jogi "Smisao". Beograd: Međunarodno društvo za naučna interdisciplinarna istraživanja u oblasti joge. ISSN 2217-804X
- Nikić, P. & Nikić, G. (2011). Menadžment i organizaciono ponašanje u svetlu efekata praktikovanja tehnika joge, Zbornik Univerziteta “V.G.Šuhova”, Belgorod, Rusija. стр. 261-273.
- Nikić, P. (2011): Koncept joga inteligencije – smisleno upravljanje ljudskim potencijalima. U: Zbornik radova sa Međunarodne konferencije o istraživanjima u jogi i njenoj primeni, Bangalor, Indija. Bangalor: Univerzitet Vivekananda.
- Possehl, Gregory (2003). The Indus Civilization: A Contemporary Perspective. AltaMira Press. ISBN 978-0-7591-0172-2.
- Radhakrishnan, S.; Moore, CA (1967). A Sourcebook in Indian Philosophy. Princeton. ISBN 978-0-691-01958-1.
- Samuel, Geoffrey (2008). The Origins of Yoga and Tantra. Cambridge University Press. ISBN 978-0-521-69534-3.
- Satyananda, Swami (2008). Asana Pranayama Mudra Bandha (PDF). Munger: Yoga Publications Trust. ISBN 978-81-86336-14-4. Архивирано из оригинала (PDF) 07. 08. 2015. г. Приступљено 17. 08. 2017.
- Taimni, I. K. (1961). The Science of Yoga. Adyar, India: The Theosophical Publishing House. ISBN 978-81-7059-212-9.
- Werner, Karel (1998). Yoga And Indian Philosophy (1977, Reprinted in 1998). Motilal Banarsidass Publ. ISBN 978-81-208-1609-1.
- Whicher, Ian (1998). The Integrity of the Yoga Darśana: A Reconsideration of Classical Yoga. SUNY Press. ISBN 978-0-7914-3815-2.
- White, David Gordon (2011), Yoga, Brief History of an Idea (Chapter 1 of "Yoga in practice") (PDF), Princeton University Press
- White, David Gordon (2014), The "Yoga Sutra of Patanjali": A Biography, Princeton University Press
- Worthington, Vivian (1982). A History of Yoga. Routledge. ISBN 978-0-7100-9258-8.
- Wynne, Alexander (2007). The Origin of Buddhist Meditation. Routledge. ISBN 978-1-134-09741-8.
- Zimmer, Heinrich (1951). Philosophies of India. New York, New York: Princeton University Press. ISBN 978-0-691-01758-7.. Bollingen Series XXVI; Edited by Joseph Cambell.
- Zydenbos, Robert (2006). Jainism Today and Its Future.. München: Manya Verlag, . стр. 66
- De Michelis, Elizabeth (2005). A History of Modern Yoga. Continuum.
- Kenny, Molly (2001). Integrated Movement Therapy. Continuum.

## Spoljašnje veze
- „Joga TV”. Архивирано из оригинала 26. 09. 2019. г.
- „Međunarodno društvo za naučna interdisciplinarna istraživanja u oblasti joge”. Архивирано из оригинала 18. 12. 2014. г.
- Međunarodna joga akademija
- Joga centar Srbije
- Joga Savez Srbije
- Yoga Encyclopædia Britannica entry